# 万巒猪脚

万巒郷・民和路（万巒猪脚街）

万巒猪脚（ばんらんちょきゃく、中国語: 萬巒豬腳）は、台湾 屏東県万巒郷の郷土料理で豚足の煮込み。1980年、当時の蔣経国総統が万巒郷の市場を視察の際、海鴻飯店に立ち寄り、知名度が上がったと伝えられる。

## 概要
万巒猪脚を有名にしたのは王依悌で、別名を一已師、中国 福建省福州人である。少年時代から学業、彫刻、武芸、調理とさまざまなことに精通していた。1948年、万巒郷に移住、食堂を開設し、豚足料理を販売して生業とした。この後、林海鴻の海鴻飯店および従姉妹である林陳玉妹の林家万巒猪脚が加わって当地の名物料理として知られるようになり、多くの住民が豚足料理店の経営にかかわるようになった。なお、もともと当地の住民は農業を生業とし、万巒郷内の客家村落の主要な農作物は檳榔であった。
当地の有名な豚足料理店には海鴻飯店、熊家猪脚、林家猪脚、李家猪脚、万泰猪脚店、万佳猪脚店、芸香猪脚店、大人物猪脚店などがある。
2004年、屏東県政府は民和路、褒忠路一帯に万巒猪脚街を設け、約100メートルの意匠を施した路面が客家藍染シャツ、檳榔と豚足などの図案で構成されている。

## 調理方法
万巒猪脚の調理過程では、いずれの店でも豚の前足を用いる。豚足の筋を残して毛を除き、湯にくぐらせて、氷で冷やす。その後、八角、シナモンなど数十種の漢方薬で煮込む。